# 아이유브이
아이유브이는 대한민국의 2인조 여성그룹이다. 코리아 갓 탤런트에서 3위를 차지했다.

## 발매 음반
- 오빠 좀 짱인듯
- 내 꿈은 개그맨